# Le ore dell'amore
Le ore dell'amore è un film commedia italiano del 1963 diretto da Luciano Salce.

## Trama
Gianni e Maretta vivono da tre anni una relazione che li vede felicemente innamorati. La decisione di sposarsi cambia radicalmente la loro vita incidendo negativamente sul loro rapporto. La convivenza e la routine quotidiana spengono la passione e limitano la coltivazione dei rispettivi interessi, fatalmente distanti e inconciliabili.
Dopo maldestri tentativi di tradimento, entrambi capiscono che l'amore reciproco non è tramontato, ma è solo soffocato dalla forzata convivenza, e così salvano il loro rapporto ritornando al ménage da fidanzati, fatto di incontri amorosi che impreziosiscono le loro vite, vissute però ben distanti, ognuno a casa sua.

## Censura
La Commissione di revisione rilasciò regolare nulla osta, limitando la visione ai minori di 18 anni: 
La società di produzione, con lettera del 6 marzo 1963 al Ministero del turismo e dello spettacolo, chiese che il film venisse nuovamente esaminato dalla Commissione di Appello al fine di poter eliminare il divieto ai minori -avendo effettuato tagli (soppressione di scene e modifica di battute dei dialoghi) come da precedente indicazione- ma senza risultato: 

### Prime visioni nazionali (lista parziale)
- Dal 1 marzo 1963 a Milano, presso il cinema Excelsior;
- Dal 1 marzo 1963 a Roma, presso il cinema Barberini;
- Dal 21 marzo 1963 a Torino, presso il cinema Vittoria.

## Critica
Pertanto i disinganni cominciano subito. Maretta si rivela una moglie sciatterella e spendacciona, la cui gastronomia non va oltre l'uovo al tegamino. Ha gusti, desideri, abitudini sue che non collimano con quelle del marito: le piacciono i concerti, e deve andare alla partita; vorrebbe starsene in casa, e deve uscire o viceversa. Dal suo canto Gianni conserva ancora la piega dello scapolo, occhieggia le belle donne, rimpiange gli allegri bagordi con gli amici. Nella coppia piccolo-borghese, esemplata sul tipo romano, con accesso al «demi-monde» cinematografico e partecipazione a scampoli di «dolce vita», s'instaura un regime di complimenti e di reciproche rinunce, ossia s'insinua la noia, con una sfumatura di vicendevole compassione («poveretta, com'è cambiata!» , «poveretto com'è cambiato!»).
Una crisi strappa Gianni al giogo, restituendolo per una notte alla libertà dello scapolo; ma la bocca gli s'è sciupata, il gusto non è più quello, e dopo aver conosciuto le miserie dell'altro versante (sbronze vergognose, letti disfatti, buchi nei calzini), torna alla regola con un senso di totale fallimento. Allora Maretta piglia un partito talmente ragionevole da riuscire paradossale: si sopprime come moglie e torna ad essere la deliziosa amante di prima. Uno si domanda se può esserci un film che più di questo porti tanti luoghi comuni sullo stato libero e lo stato matrimoniale, cominciando da quello, che dà il tono a tutti, del matrimonio «come tomba dell'amore». 

Eppure con siffatta materia da giornalino umoristico (manca la «suocera» a compiere il quadro), Luciano Salce ci ha dato un'operetta assai garbata e divertente, 
un saggio felice di «commedia all'italiana», brulicante di osservazioni e di macchiette colte dal vero. Se si toglie l'episodio del «sogno», stanco tributo alla moda, la fattura di Le ore dell'amore è scintillante; quì veramente, meglio che nella Cuccagna Salce ha riscattato il soggetto sfilacciato e aneddotico con gli estri particolari di un satirico del costume. E ha avuto due preziosi collaboratori negli interpreti: Emmanuelle Riva che ha dato al personaggio della moglie lo stacco spiritoso d'un gioco e un Tognazzi d'una sobrietà ammirevole, ferreo di contorni e ormai attore compiuto. Gustosi anche gli altri, Umberto D'Orsi, Barbara Steele, Mara Berni e lo sceneggiatore Brunello Rondi.»
(Leo Pestelli su La Stampa del 22 marzo 1963)

A poco a poco, la noia invade le serate dei due sposini; e proprio in questa loro passività nell'accettare una condizione comune a molte coppie apparentemente felici, Salce individua il logorio che nulla può impedire. Quella dei due sposini è una noia fatta di piccoli gesti sempre uguali, una noia non imputabile a niente se non alle strutture stesse su cui si poggia la vita in due: logorio delle cose, delle parole, dei sentimenti. Salce ha voluto appositamente generalizzare il suo discorso, non limitandolo quindi ad una situazione particolare, costruendo forse un cliché, ma non sottacendo mai le ragioni morali e sociali che sono alla base della incomunicabilità che sopraggiunge nella vita matrimoniale, pure se a un certo momento, prima o dopo.

Analizzando il tema attraverso il diario di due sposi, Salce mette in evidenza la povertà dei sentimenti, quasi la paura che molti di noi sentiamo nel solo enunciarli. E, al di fuori di ogni convenzionalismo, nel suo distaccato finale il film contiene una conclusione sincera e auspicabile, cioè che è meglio dividersi piuttosto che continuare un matrimonio fondandolo sull'ipocrisia.»
(L'Avanti!- edizione romana del 2 marzo 1963)

La critica è generalmente generosa nel giudizio riguardo l'ironico ritratto dell'Italia gaudente della generazione del boom economico, i brillanti dialoghi e le innumerevoli situazioni quotidiane di vita di coppia descritte con mirabile leggerezza. Il regista risulta meno convincente sul terreno dell'ideologia quando il tocco si fa pesante.
Alcuni critici lo considerano il miglior film di Salce. Tra questi Paolo Mereghetti che nel 1993 scriveva: «Forse il miglior film di Salce, un acidulo spaccato di vita borghese nell'Italia del boom economico. Tognazzi è al suo meglio, in equilibrio tra dramma e farsa. Ma anche la sensibile Riva è ben valorizzata, mentre la Steele, reduce da 8½, introduce un tocco felliniano.»